# Jérôme Boscana Mulet
Jérôme Boscana Mulet (en espagnol : Jerónimo Boscana), né à Llucmajor, Majorque en 1776 - mort à San Gabriel, Nouvelle-Espagne (Mexique) en 1831, est un éthnologue et missionnaire franciscain espagnol du XIXe siècle envoyé en Nouvelle-Espagne.

## Biographie
Entré chez les Franciscains en 1792 à Majorque, désirant imiter Junípero Serra il se destine pour la mission. Il embarque à Cadix pour la Nouvelle-Espagne en 1803 accompagné d'un autre missionnaire franciscain comme lui José Pedro Panto (es) de l'Estrémadure. 
Après presque trois mois de voyage, il arrive au port de Veracruz (Mexique). Accueilli tout d'abord au Collège San Fernando de Mexico (institution franciscaine qui formait prêtres et missionnaires pour la mission auprès des indigènes), il est finalement envoyé vers le nord en 1806 dans l'actuelle Californie. 

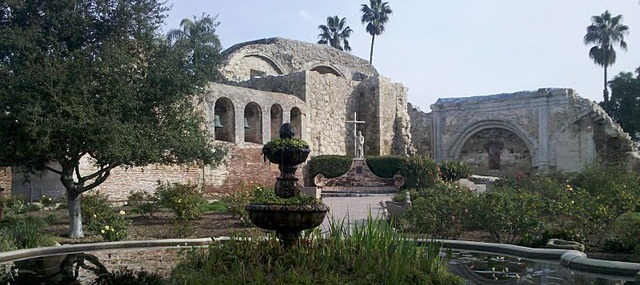
Le jardin de la mission San Juan Capistrano.

De 1808 à sa mort en 1831 il est affecté à différentes missions, celle de Soledad, puis de La Purísima (1808), de San Luis Rey de Francia, San Juan Capistrano et enfin de San Gabriel (1826-1831). Pendant plus d'une décennie (entre 1812 et 1826), il étudie le mode de vie des Indiens qu'il évangélise, ses travaux ethnographiques feront date. 
Il meurt dans la mission de San Gabriel en 1831 et ses restes reposent au pied de l'autel de l'église avec ceux de sept autres missionnaires franciscains : les pères Miguel Sánchez, Antonio Cruzado, Francisco Dumetz, Roman Ulibarri, Joaquín P. Nuez, José Bernardo Sánchez et Blas Ordaz.

## Travaux ethnologiques
Lors de son séjour à la mission de San Juan Capistrano, il s'intéresse en particulier aux indiens Juaneño, tribu indienne aztèque parlant la langue Luiseños. Il décrit en détail leur mode de vie. Son manuscrit connaîtra un certain succès et sera traduit en anglais par Alfred Robinson (en) et publié en 1846 en annexe de son livre "La vie en Californie". On suppose que c'est Robinson lui-même qui donna au manuscrit le titre de Chinigchinich. Une nouvelle édition du manuscrit sera faite par le linguiste et éthnologue américain John Peabody Harrington (en) en 1933 témoignant par là de l'intérêt du travail de Jérôme Boscana en son temps.